# Phthorima sulcigena
Phthorima sulcigena är en stekelart som beskrevs av Dasch 1964. Phthorima sulcigena ingår i släktet Phthorima och familjen brokparasitsteklar. Inga underarter finns listade i Catalogue of Life.